# 樋口均
樋口 均（ひぐち ひとし、1947年7月13日 - 2023年5月23日）は、日本の経済学者。信州大学名誉教授。専門は、財政学、国家論（福祉国家と競争国家）、宇野発展段階論。経済学博士（筑波大学）。

## 略歴
1948年、兵庫県生まれ。1976年、東京教育大学大学院文学研究科博士課程を単位取得退学。1976年4月に信州大学教養部助手として赴任し、1995年4月に信州大学経済学部教授となる。1998年5月から1999年2月にフランス国立数理経済計画予測研究所（CEPREMAP）客員研究員。2005年6月から2009年3月に信州大学評議員を務める。専門は、財政学、国家論（福祉国家と競争国家）、宇野発展段階論。日本財政学会、経済理論学会に所属。
2014年信州大学名誉教授。2023年5月23日、長野県松本市で逝去。

## 著書

### 単著
- 『国家論　―政策論的・財政学的アプローチ』（創成社、2016年）
- 『財政国際化トレンド　―世界経済の構造変化と日本の財政政策』（学文社、1999年）
- 『財政投融資　―第二の国家予算』入門新書―時事問題解説〈no.136〉(教育社、1978年)

### 共著
- （SGCIME）『アジア経済の現状とグローバル資本主義』（御茶の水書房、2022年）
- （SGCIME）『グローバル資本主義と段階論: マルクス経済学の現代的課題　第Ⅱ集第2巻』（御茶の水書房、2016年）
- （持田信樹・今井勝人）『ソブリン危機と福祉国家財政』（東京大学出版会、2014年）
- （渋谷博史・塙武郎）『アメリカ経済とグローバル化』（学文社、2013年）
- （渋谷博史）『アメリカ・モデルの企業と金融』（昭和堂、2011年）
- （SGCIME）『現代経済の解読　―グローバル資本主義と日本経済』（御茶の水書房、2010年）
- （渋谷博史・櫻井潤）『グローバル化と福祉国家と地域』（学文社、2010年）
- （渋谷博史・中浜隆）『アメリカ・モデルの福祉国家II』（昭和堂、2010年)
- （渋谷博史・中浜隆編『アメリカの財政と福祉国家3 アメリカの年金と医療』（日本経済評論社、2006年）
- （渋谷博史・内山昭・立岩寿一）『福祉国家システムの構造変化　―日米における再編と国際的枠組み』（東京大学出版会、2001年）
- （大島清）『現代世界経済』（東京大学出版会、1987年）
- （大島清）『総説日本経済2 財政金融』（東京大学出版会、1978年）